# Алтинорду
«Алтинорду» (тур. Altınordu FK) — турецький футбольний клуб з міста Ізмір, у даний час виступає в Першій лізі, другій за рівнем у системі футбольних ліг Туреччини. Домашні матчі команда проводить на стадіоні Умраніє Борнова, що вміщає близько 12 500 глядачів.

## Історія
«Алтинорду» був заснований 26 грудня 1923 року групою моряків, ветеранів Війни за незалежність Туреччини. На хвилі тодішнього патріотизму вони тривалий час вибирали відповідну назву для клубу і зупинилися на Алтинорду, що перекладається як Золота армія з турецького. «Алтинорду» шість разів ставав переможцем Ізмірської футбольної ліги (1927, 1932, 1935, 1936, 1940 і 1945 роках). В 1927, 1932 і 1935 роках команда також виходила у фінал чемпіонату Туреччини. У 1937—1939 роках ізмірські клуби «Алтинорду», «Алтай» і «Буджаспор» були об'єднані в один під назвою «Учокспор».
У 1959 була утворена турецька Національна ліга. У тому ж році «Алтинорду» дебютував у другому її розіграші, але зайняв останнє, 20-е місце і був змушений битися за місце в лізі в перехідному турнірі. У наступному сезоні історія повторилася, але вже в чемпіонаті 1961/62 клуб став восьмим, в тому числі здобувши домашні перемоги над «Фенербахче» і «Бешикташем».
У 1966 році «Алтинорду» посів останнє місце і вилетів у Другу лігу. На повернення назад йому знадобився лише рік. За підсумками сезону 1969/70 клуб знову став останнім і опустився в Другу лігу. В останньому турі Другої ліги 1977/78 «Алтинорду» розгромив вдома середняка турніру «Іскендерунспор» з рахунком 8:1. Цей результат дозволяв ізмірцям обійти в турнірній таблиці «Сівасспор» за різницею м'ячів і залишитися в лізі. Турецька федерація футболу визнала цей матч договірним і відправила обох його учасників в Третю лігу. Через рік «Алтинорду» повернувся в Другу лігу, де грав до 1992 року. З 1992 по 1996 рік він виступав у Третій лізі, після чого опустився до аматорського рівня.
З 2003 по 2014 рік «Алтинорду» балансував між Третьою і Другою лігами. За підсумками сезону 2013/14 клуб впевнено виграв Червону групу Другої ліги і вийшов в Першу лігу. Президент клубу Сеїт Мехмет Озкан прагнув зробити команду з виключно доморощених футболістів, здатну конкурувати з грандами турецького футболу вже в сезоні 2019/20, а в сезоні 2023/24 — і на європейському рівні, а також виховувати футболістів для продажу в провідні світові клуби і для гри за збірну Туреччини. Подібна політика клубу йшла врозріз з традиціями турецького футболу в останні роки витрачати великі кошти на легіонерів. «Алтинорду» ж вкладав великі кошти у розвиток інфраструктури, тренерського персоналу, комплексного виховання футболістів. Президент клубу надихався досвідом іспанського «Атлетіка Більбао», з яким клуб співпрацює. З лав «Алтинорду» вийшли захисник Чаглар Сеюнджю, який в 2016 році дебютував в німецькій Бундеслізі, і півзахисник Дженгіз Ундер, що в 2017 році перейшов в італійську «Рому». На юнацькому чемпіонаті світу з футболу 2017 в Індії в збірну Туреччини увійшли п'ятеро вихованців «Алтинорду».